# Punta Valfredda (Alpi Cozie)
La Punta Valfredda (3.052 m) è una montagna delle Alpi Cozie situata in alta Valle di Susa.

## Descrizione

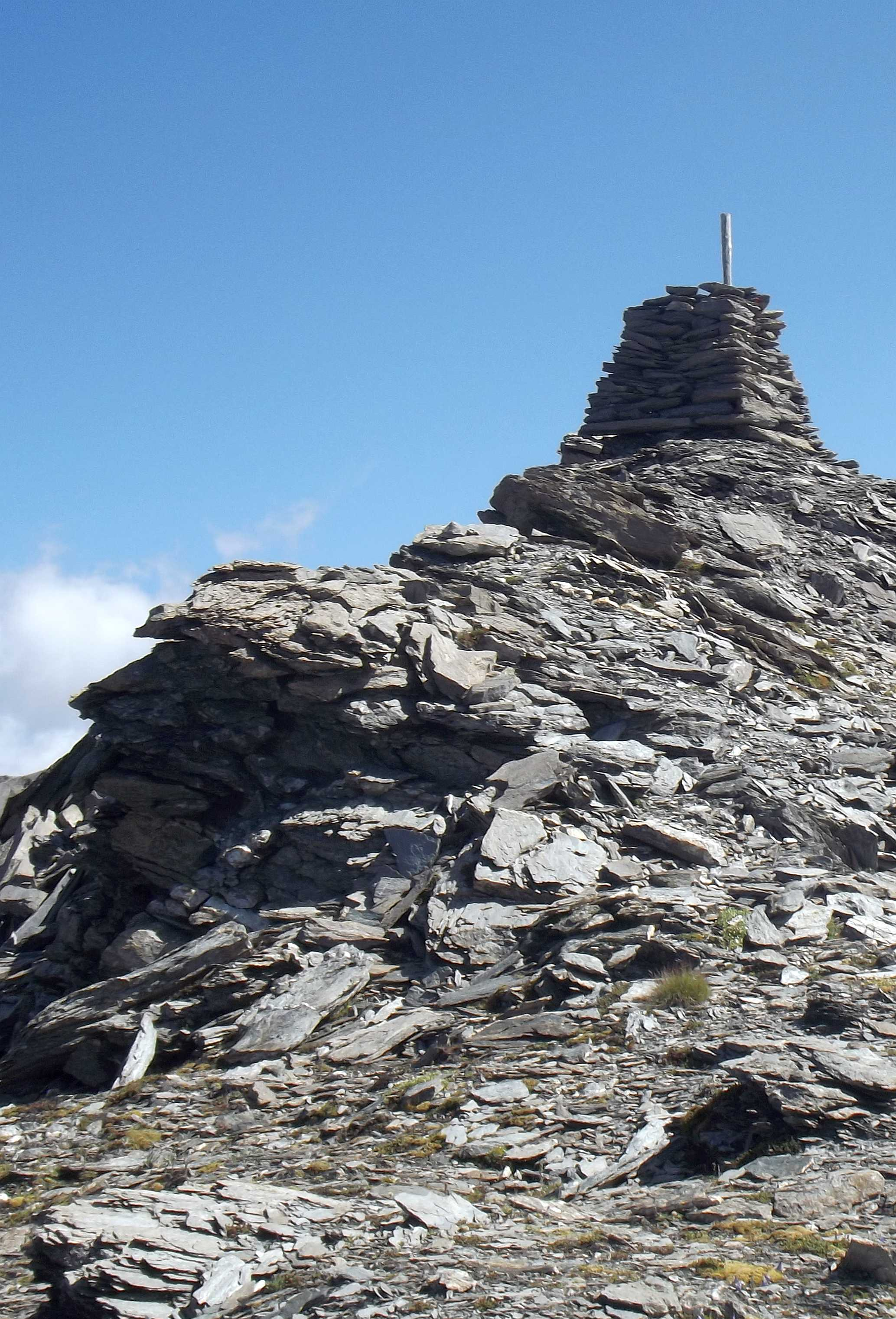
L'ometto sulla sommità

La montagna costituisce la maggiore elevazione del crinale spartiacque tra i valloni di Almiane (a nord-ovest) e quello di Valfredda (a sud-est); il suo punto culminante è costituito da una cupola detritica circondata da torrioni di roccia piuttosto friabile. È separata in direzione sud-ovest dalla Testa del Coin da un punto di valico quotato 2.972, mentre verso nord-est una insellatura rocciosa a 2.993 m di quota la divide dalla Punta d'Almiane.
Sulla sommità è presente un massiccio ometto a base quadrata.
Il versante sudorientale risulta prevalentemente detritico mentre quello nord-occidentale scende sul vallone di Almiane con balze di roccia solcate da marcati canaloni. La montagna è compresa nel territorio comunale di Bardonecchia.
Sulla cima è collocato il punto geodetico trigonometrico dell'IGM denominato Punta Valfredda (cod. 054035).

## Accesso alla vetta
La punta Valfredda può essere raggiunta per la cresta sud-occidentale, di natura roccioso-detritica, partendo dal colletto a quota 2.972 e contornando una serie di risalti rocciosi; il colletto è a sua volta raggiungibile dal fondovalle del vallone di Valfredda o di quello d'Almiane risalendo le fiancate delle vallate prima su erba e poi per sfasciumi. La difficoltà alpinistica della salita per questa via viene valutata in F oppure in EE
La cresta che collega la cima con la punta d'Almiane risulta più difficile, come pure la salita diretta alla cima, specie per il versante nordovest.
La montagna è accessibile anche con gli sci da sci alpinismo, ma la salita è riservata a scialpinisti esperti.

## Cartografia
- Cartografia ufficiale italiana dell'Istituto Geografico Militare (IGM) in scala 1:25.000 e 1:100.000, consultabile on line
- Istituto Geografico Centrale - Carta dei sentieri e dei rifugi scala 1:50.000 n. 1 Valli di Susa Chisone e Germanasca e 1:25.000 n. 104 Bardonecchia Monte Thabor Sauze d'Oulx